# 9119 Georgpeuerbach
A 9119 Georgpeuerbach (ideiglenes jelöléssel 1998 DT) a Naprendszer kisbolygóövében található aszteroida. A linzi Johannes-Kepler-Csillagvizsgálóból fedezték fel 1998. február 18-án.